# Тофіга Ваевалу Фалані
Тофіга Ваевалу Фалані (20 століття ) MBE

— президент Te Ekalesia Kelisiano Tuvalu з 2008 року 

і представляв церкву на засіданнях Світової ради церков, Центрального комітету в 2009, 

та 2011 
 
В 2021 році він був призначений генерал-губернатором Тувалу. 
29 вересня 2021 року відбулася церемонія його інагурації.
14 серпня 2017 був призначений виконуючим обов’язки генерал-губернатора року, під час відсутності у Тувалу  Якоба Тейя Італелі.